# Beștepe - Mahmudia
Beștepe - Mahmudia este o arie de protecție specială avifaunistică înființată cu scopul de a proteja mai multe specii de păsări migratoare, de pasaj sau sedentare . Aceasta se află în nord-estul Dobrogei de Nord, pe teritoriul județului Tulcea.

## Localizare
Aria naturală se întinde pe o suprafață de 3.663 hectare în nordul județului Tulcea, pe teritoriile administrative ale comunelor Beștepe, Mahmudia, Nufăru și Valea Nucarilor și pe cel al municipiului Tulcea.

## Înființare
Instituirea regimului de arie naturală protejată pentru situl „Beștepe - Mahmudia” s-a făcut prin Hotărârea  de Guvern nr. 1284 din 24 octombrie 2007 privind declararea ariilor de protecție specială avifaunistică ca parte integrantă a rețelei ecologice europene Natura 2000 în România.
Situl se suprapune rezervației biosferei Delta Dunării și include rezervația naturală Agighiol care adăpostește resturi de faună fosilă (amoniți, cefalopode, scoici, crustacee; depozitate în substrate calcaroase) atribuită erei geologice a Triasicului Mijlociu.

## Căi de acces
- Drumul județean DJ222C, pe ruta: Tulcea - Malcoci - Nufăru.

## Biodiversitate
Aria protejată reprezintă o zonă naturală încadrată în bioregiunea stepică a Dealurilor Tulcei (Dealurilor Beștepe-Mahmudia), subunitate geomorfologică a Podișului Dobrogei, constituită din abrupturi stâncoase, păduri de foioase, pajiști naturale, pășuni, stepe, terenuri arabile cultivate, vii și livezi. Situl a fost instituit în scopul conservării unor specii de păsări aflate în migrație pe culoarul Via Pontica.

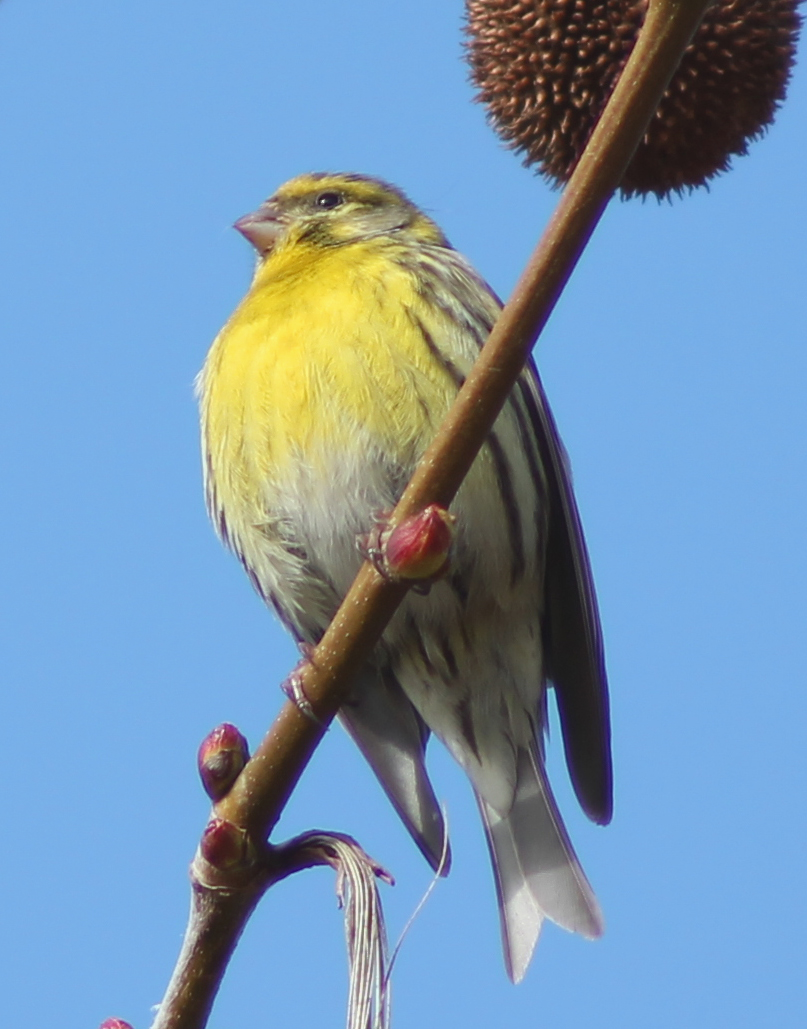
Cănăraș (Serinus serinus)

Situl dispune de clase de habitate (păduri caducifoliate, tufărișuri, pajiști de stepă și silvostepă, ravene săpate în loess, stâncării, terenuri agricole, culturi cerealiere extensive) ce asigură condiții prielnice de hrană și cuibărire pentru populații de păsări cu migrație regulată, cât și pentru mai multe specii care iernează în arealul acestuia.
La baza desemnării acestuia se află mai multe specii avifaunistice enumerate în anexa I-a a Directivei Consiliului European 147/CE din 30 noiembrie 2009 și Directiva 79/409/CEE din 2 aprilie 1979 (privind conservarea păsărilor sălbatice) sau aflate pe lista roșie a IUCN; astfel: acvilă țipătoare mică (Aquila pomarina), acvilă țipătoare mare (Aquila clanga), fâsă de câmp (Anthus campestris), uliu cu picioare scurte (Accipiter brevipes), acvilă de câmp (Aquila heliaca), ciuf de pădure (Asio otus), ciocârlie de câmp (Alauda arvensis), pasărea ogorului (Burhinus oedicnemus), gâscă cu piept roșu (Branta ruficollis), șorecar mare (Buteo rufinus), șorecar comun (Buteo buteo), barză albă (Ciconia ciconia), șerpar (Circaetus gallicus), erete de stuf (Circus aeruginosus), erete vânăt (Circus cyaneus), erete alb (Circus macrourus), erete cenușiu (Circus pygargus), caprimulg (Caprimulgus europaeus), dumbrăveancă (Coracias garrulus), ciocârlie-cu-degete-scurte (Calandrella brachydactyla), prepeliță (Coturnix coturnix), porumbel gulerat (Columba palumbus), cuc (Cuculus canorus), botgros (Coccothraustes coccothraustes), ciocănitoarea de grădină (Dendrocopos syriacus), vânturel de seară (Falco vespertinus), șoim călător (Falco peregrinus), șoim dunărean (Falco cherrug), vânturel roșu (Falco tinnunculus), șoimul rândunelelor (Falco subbuteo), ciocârlan (Galerida cristata), codalb (Haliaeetus albicilla), acvilă pitică (Hieraaetus pennatus), rândunică de hambar (Hirundo rustica), capîntorsul (Jynx torquilla), ciocârlia de pădure (Lullula arborea), sfrâncioc roșiatic (Lanius collurio), sfrânciocul cu frunte neagră (Lanius minor), privighetoare (Luscinia megarhynchos), gaie neagră (Milvus migrans), ciocârlie de bărăgan (Melanocorypha calandra), prigoare (Merops apiaster), codobatură albă (Motacilla alba), codobatură galbenă (Motacilla flava), mierlă de piatră (Monticola saxatilis), presură sură (Miliaria calandra), pietrar negru (Oenanthe pleschanka), pietrar sur (Oenanthe oenanthe), grangur (Oriolus oriolus), codroș de munte (Phoenicurus ochruros), viespar (Pernis apivorus), lăstun de mal (Riparia riparia), mărăcinar negru (Saxicola torquata), turturică (Streptopelia turtur), silvia de câmpie (Sylvia communis), silvia de zăvoi (Sylvia borin), silvia cu cap negru (Sylvia atricapilla), graur (Sturnus vulgaris), lăcustar (Sturnus roseus) și cănăraș (Serinus serinus).

## Monumente și atracții turistice

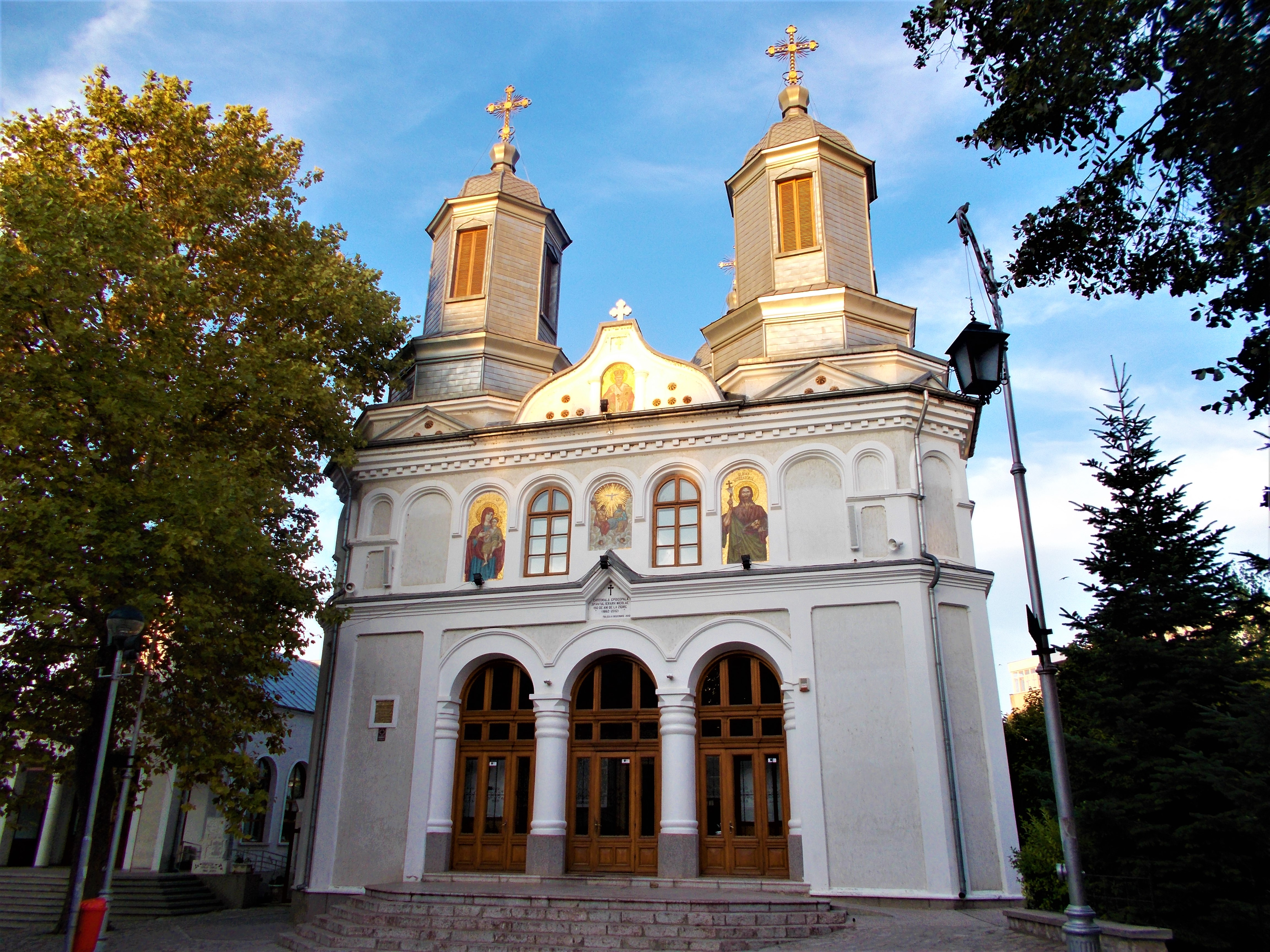
Catedrala ortodoxă „Sfântul Nicolae” din Tulcea

În vecinătatea sitului se află câteva obiective de interes istoric, cultural și turistic (lăcașuri de cult, situri arheologice, arii naturale protejate); astfel:
- Catedrala ortodoxă „Sfântul Nicolae” din Tulcea, construcție 1862-1865, monument istoric.
- Biserica ortodoxă „Buna Vestire” din Tulcea, construcție 1869, monument istoric.
- Moscheea Azizyie din Tulcea, construcție 1863, monument istoric.
- Situl arheologic de la Nufăru.
- Situl arheologic de la Agighiol.
- Situl arheologic de la Beștepe.
- Situl arheologic de la Mahmudia.
- Situl arheologic Aegyssus de la Tulcea (așezări și cetăți din cultura geto-dacică, din epocile La Tène, romană, medievală).
- Parcul Național Munții Măcinului, Delta Dunării.